# 水成隆之
水成 隆之（みずなり たかゆき、1959年 - ）は、日本の医学者、脳神経外科医。

## 人物
1959年生まれ。1983年3月、日本医科大学卒業。1990年、日本医科大学大学院医学研究科博士課程修了、医学博士。
現在は、日本医科大学千葉北総病院脳神経外科医局長。難病に指定されている「もやもや病」研究、治療の第一人者である。

## ゆかりのある人物
- 大塚敏文